# سوزان ستراسبرج
سوزان ستراسبرج، هي كاتِبة وممثلة أمريكية، ولدت في 22 مايو 1938 بنيويورك في الولايات المتحدة، وتوفيت بنفس المكان في 21 يناير 1999 بسبب سرطان الثدي. من الجوائز التي نالتها جائزة المسرح العالمي سنة 1956.

## أعمال

### أفلام
- (1955) نزهة
- (1986) ذا دلتا فورس

## جوائز وترشيحات
جوائز
- جائزة المسرح العالمي (1956)

ترشيحات
- جائزة توني لأفضل ممثلة مسرحية [الإنجليزية]‏ (1956)

## وصلات خارجية
- سوزان ستراسبرج على موقع IMDb (الإنجليزية)
- سوزان ستراسبرج على موقع روتن توميتوز (الإنجليزية)
- سوزان ستراسبرج على موقع ألو سيني (الفرنسية)
- سوزان ستراسبرج على موقع تيرنر كلاسيك موفيز (الإنجليزية)
- سوزان ستراسبرج على موقع أول موفي (الإنجليزية)
- سوزان ستراسبرج على موقع قاعدة بيانات برودواي على الإنترنت (الإنجليزية)
- سوزان ستراسبرج على موقع قاعدة بيانات الأفلام السويدية (السويدية)
- سوزان ستراسبرج على موقع إن إن دي بي (الإنجليزية)
- سوزان ستراسبرج على موقع قاعدة بيانات الفيلم (الإنجليزية)
- سوزان ستراسبرج على موقع كينوبويسك (الروسية)